# BMW・i Vision Dee
BMW・i Vision Deeは2023年に発表された電動コンセプトカーである。

## 概要
i Vision Deeは2023年のCESで発表された。Deeという車名は「Digital Emotional Experience」の略で、人と車の絆を強くすることが目的。前年のCESに展示されたiX Flowのテクノロジーを進化させ、32色フルカラーで表現した「ePaper」を240に分割したボディに搭載。それぞれが個別に制御され、無数の種類のパターンを生成し、数秒でボディとホイールのカラーを変化させることができる。CEOによると、このデザインは1967年の古いチェス盤に触発された。
ヘッドライトがキドニーグリルの中に埋め込まれた、ツイン・サーキュラー・ヘッドライトと呼ばれるヘッドライトを搭載し、BMWの新たなデザインを採用した未来型のミッドサイズのセダンモデルとなる。
i Vision Deeには「ミクスト・リアリティ・スライダー」と呼ばれる複合現実（MR）システムが搭載されており、ヘッドアップディスプレイがフロントガラスの下の横幅いっぱいに薄い帯状に情報が現れる「ステージ1」から、フロントガラス全体にバーチャル画面が現れて外の様子が見えなくなる「ステージ5」まで調節することができる。
それ以外にも、運転に関連する情報や情報システムの内容を表示したり、拡張現実（AR）を投影したりするモードなどもある。 i Vision Deeのデザインや技術の多くはノイエクラッセに搭載される。

## 参照
1. ↑  https://response.jp/article/2023/01/09/366089.html
2. ↑  https://ascii.jp/elem/000/004/120/4120990/
3. ↑  https://ligare.news/story/bmw_ces2023/
4. ↑  https://wired.jp/article/bmws-i-vision-dee-concept-car-changes-colors-in-seconds/
5. ↑  https://web.motormagazine.co.jp/_ct/17598047